# Antonio Hernández-Rodicio
Antonio Hernández-Rodicio Romero (n. Cádiz, 1966) es un periodista. Comenzó su carrera profesional en 1991 como redactor en El Periódico de la Bahía y redactor de informativos de la Cadena SER en Cádiz. Entre 1995 y 2001 fue jefe de informativos de la citada emisora del Grupo Prisa, tarea que compatibilizó con la corresponsalía en la capital gaditana del diario El País durante seis años, hasta su incorporación al proyecto de El Correo de Andalucía. También ha sido corresponsal de las agencias Efe y Europa Press, entre otros medios de comunicación.
Sustituyó a Fernando Orgambides en el cargo de Director de El Correo de Andalucía en julio del 2005.
El 24 de febrero de 2011 fue nombrado como Director de Informativos de la Cadena SER en sustitución de Rodolfo Irago.